# Gordon Fox
Gordon Dennis Fox (sinh ngày 21 tháng 12 năm 1961) là một luật sư và chính khách người Mỹ từ Providence, Rhode Island. Ông từng là Chủ tịch của Hạ viện Rhode Island, trước khi từ chức trong sự ô nhục. Là thành viên của Đảng Dân chủ (Hoa Kỳ), lần đầu tiên ông được bầu vào cơ quan lập pháp vào năm 1992. Vào ngày 11 tháng 6 năm 2015 Fox đã bị kết án ba năm tù ở Liên bang sau khi nhận tội với các tội danh bao gồm hối lộ, lừa đảo và khai thuế sai.
Fox đã được bầu làm Chủ tịch vào ngày 11 tháng 2 năm 2010 với tư cách là người đàn ông Rhode Island đồng tính công khai đầu tiên nắm giữ chức vụ đó. Fox đã từ chức khỏi Hội thảo vào tối ngày 22 tháng 3 năm 2014 sau một cuộc đột kích của FBI vào văn phòng Smith Hill và nhà của ông ở East Side của Providence. FBI nhận thấy Fox đã đánh cắp 108.000 đô la đóng góp chiến dịch và nhận hối lộ 52.000 đô la. Ông đã hoàn thành bản án của mình tại Tòa án hình sự Canaan ở Waymart, Pennsylvania và được thả vào tháng 2 năm 2018.

## Tuổi thơ và sự nghiệp
Gordon Dennis Fox sinh ngày 21 tháng 12 năm 1961 tại Providence, Rhode Island. Một trong sáu người con, ông là con trai của Mary Fox và ông Fox. Mary Fox thuộc dòng dõi Cape Verdean và ông Fox là người gốc Ireland. Ông Fox là một nghệ nhân và phục vụ như một người đánh bóng trang sức, trong khi vợ Mary phục vụ nhân viên nhà riêng và sau đó tại một nhà sản xuất bóng golf. Cha mẹ của Fox gặp nhau trong khi cha ông bị chặn lại ở Providence khi trở về Boston sau khi phục vụ trong Chiến tranh Triều Tiên. Cha của Fox chết khi ông mười tám tuổi.
Trong thời thơ ấu của mình, Fox và gia đình sống một thời gian trong một ngôi nhà Providence với "một góc nhìn của Nhà nước". Fox tốt nghiệp Trường Trung học Cổ điển ở Providence. Ông có bằng về lịch sử và khoa học chính trị tại Rhode Island College. Fox sau đó lấy được bằng Juris Doctor của Trường Luật Đại học Đông Bắc. Trong khi học ở đó, Fox đi đến cửa hàng kem Carvel để làm việc. Ông trở thành luật sư.

## Đời tư
Fox kết hôn với Marcus LaFond vào ngày 12 tháng 11 năm 2013 tại văn phòng nhà nước của Fox. Cặp đôi, trước đó đã cam kết với nhau trong một buổi lễ riêng vào năm 1998. Trước hành động Bình đẳng Hôn nhân của Rhode Island, một buổi lễ được thực hiện bởi William Guglietta, Chánh án Tòa án Giao thông Rhode Island và luật sư trước đây của Fox, và được chứng kiến bởi bạn bè và Bộ trưởng Bộ Y tế & Dịch vụ Nhân sinh Steven M. Costantino, và cặp đôi đã chính thức bước vào cuộn hôn nhân của nhà nước.
Ông Lafond-Fox là một nhà tạo mẫu tóc Providence.